# Egelseen
Die Egelseen sind drei eng beieinanderliegende miteinander verbundene kleine Seen im Salzburger Flachgau. Sie liegen im Gemeindegebiet von Mattsee, etwa 20 km nördlich der Stadt Salzburg im Salzburger Seengebiet; ihr östliches Ufer bildet die Grenze zur Gemeinde Schleedorf.
Die Egelseen heißen von Norden nach Süden genau Großegelsee, Mitteregelsee und Unteregelsee, ein namenloses Kleingewässer findet sich noch nördlich davon. Ihre Umgebung besteht zum größten Teil aus Moorflächen, die das Quellgebiet des Tiefsteinbaches bilden. Rund um sie liegen die zu den Gemeinden Mattsee und Schleedorf gehörenden Weiler Paltingmoos, Edt, Mölkham, Leitgermoss und Schalkham. Der Tiefsteinbach entwässert die Egelseen – nach der Tiefsteinklamm zwischen Eßling und Helming (Gemeinde Schleedorf) – über Eisbach/Altbach bei Weng (Gemeinde Köstendorf) zum Wallersee. Vom näher gelegenen Mattsee sind sie durch eine Wasserscheide getrennt. 
Ursprünglich existierte nur ein Egelsee, doch durch den Bedarf an nutzbarer Agrarfläche entschieden sich die Anrainer zu Anfang des 20. Jahrhunderts den See abzulassen, sodass diese drei kleinen Gewässer als Überbleibsel entstanden.

## Bilder

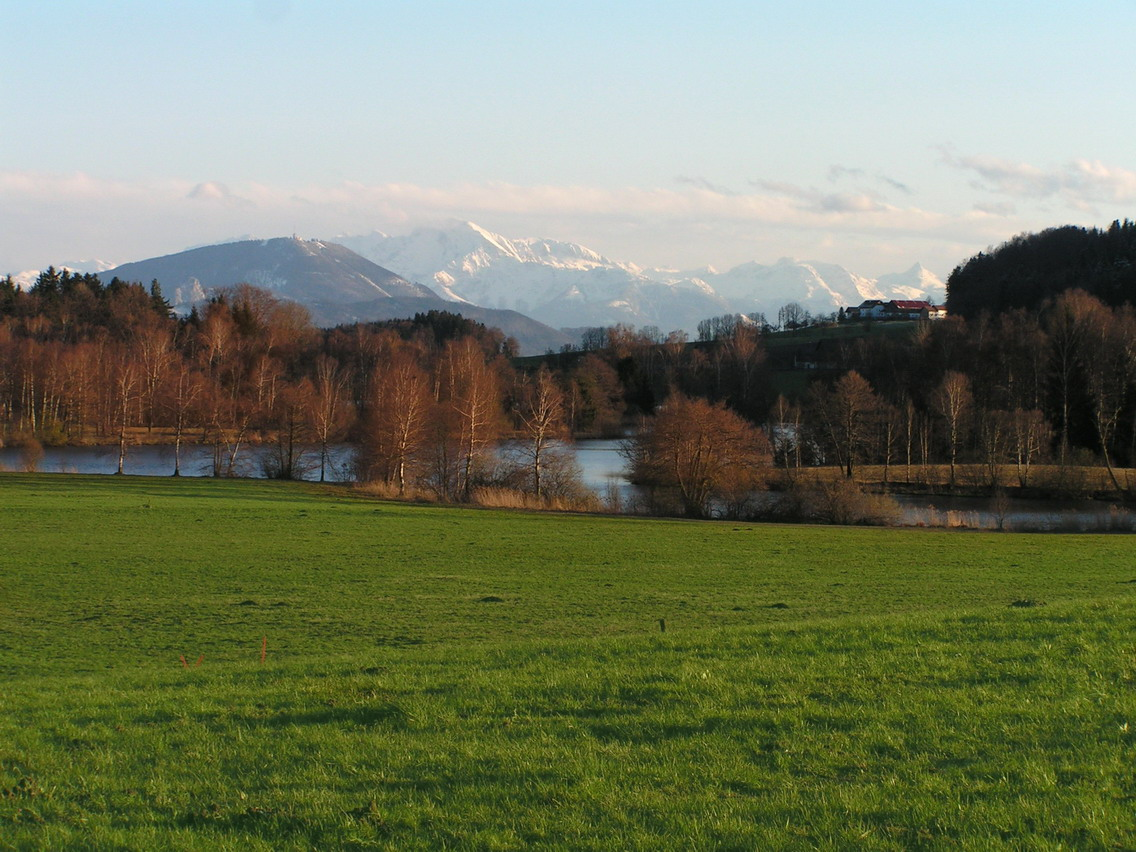
Blick über den Großen Egelsee zum Hohen Göll südwärts
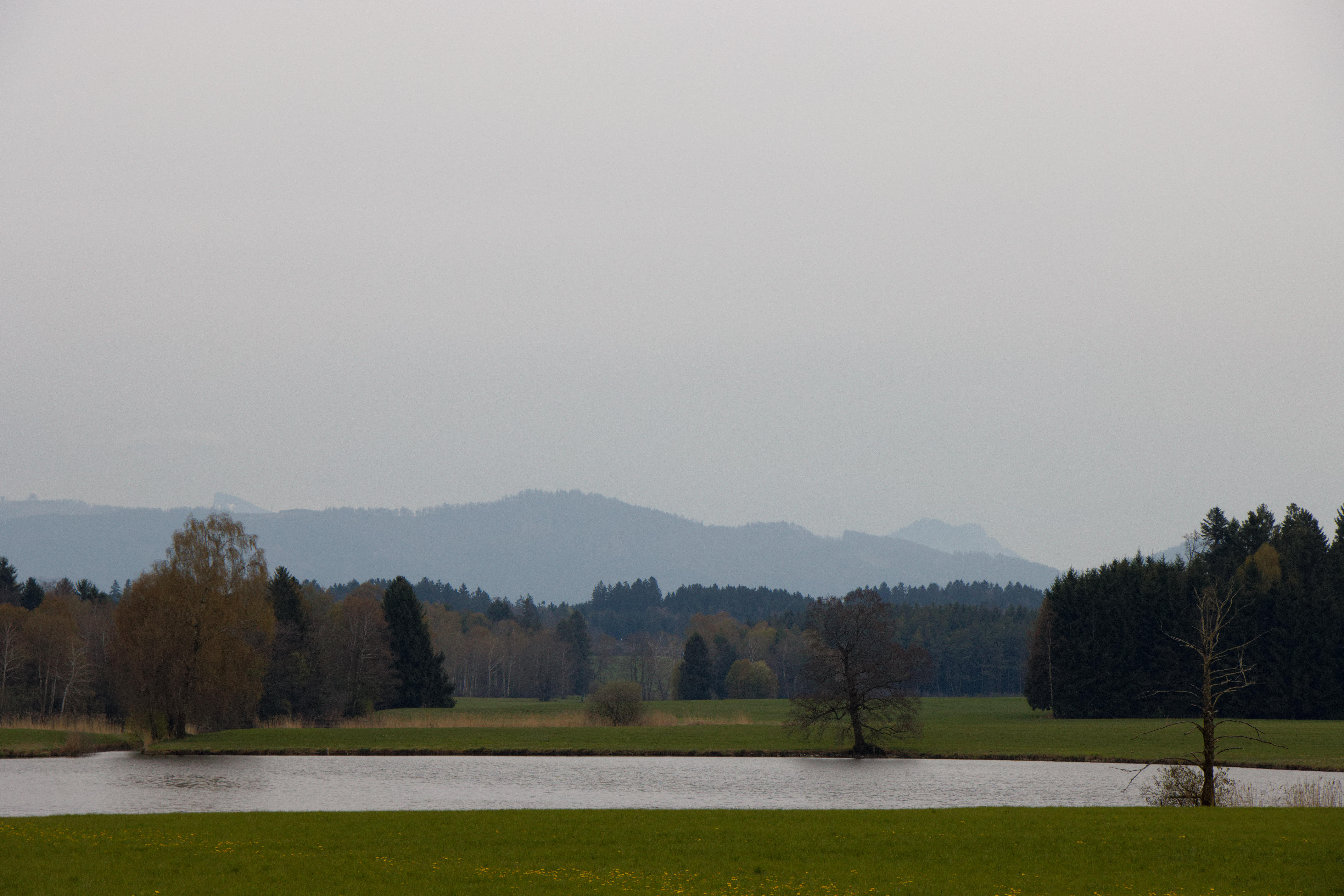
Der Mitteregelsee
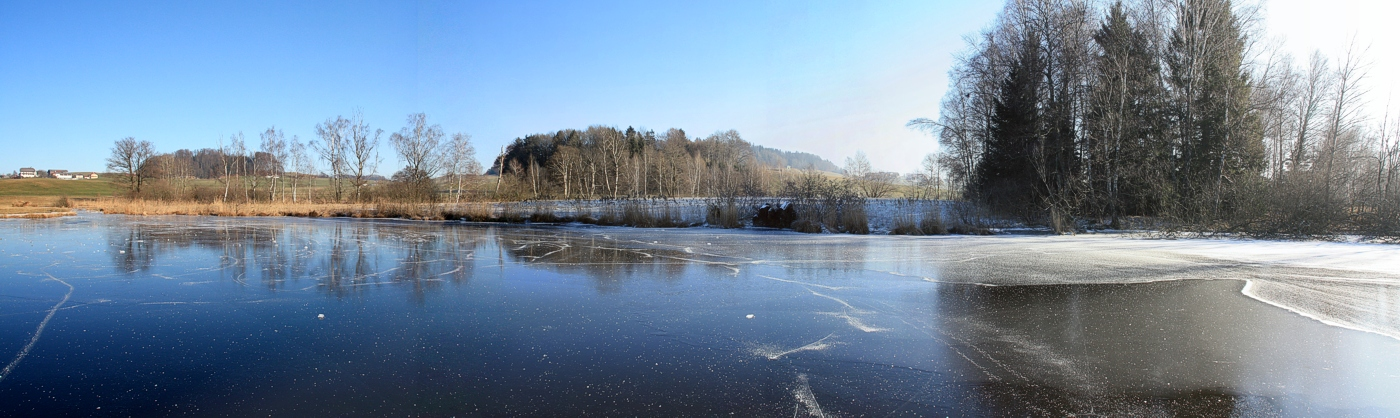
Der zugefrorene Kleine Egelsee